# Craterocephalus pimatuae
The Pima hardyhead (Craterocephalus pimatuae) là một loài cá in the Atherinidae family. It is đặc hữu to Papua New Guinea.